# IC 4518/1
IC 4518/1 је спирална галаксија у сазвијежђу Вук која се налази на листи објеката дубоког неба у Индекс каталогу.
Деклинација објекта је - 43° 7' 53" а ректасцензија 14h 57m 41,0s. Привидна величина (магнитуда) објекта IC 4518 износи 14,3 а фотографска магнитуда 15,0. IC 45181 је још познат и под ознакама ESO 273-12, MCG -7-31-1, VV 780, AM 1454-425, Beta Lup (2.7) 8' f, PGC 53466.